# Monte Jayuya
Monte Jayuya – drugi pod względem wysokości szczyt w Portoryko, w paśmie Kordyliery Środkowej, mający 1'315 m n.p.m.